# بیل کوکبرن
بیل کوکبرن (انگلیسی: Bill Cockburn; ۳ مهٔ ۱۹۳۷ – ۱ ژانویهٔ ۱۹۹۵) بازیکن فوتبال اهل بریتانیا بود.
از باشگاه‌هایی که در آن بازی کرده‌است می‌توان به باشگاه فوتبال برنلی اشاره کرد.